# Sour (Olivia Rodrigo)
Sour è il primo album in studio della cantante statunitense Olivia Rodrigo, pubblicato il 21 maggio 2021 dalla Geffen.

## Antefatti
Rodrigo ha firmato un contratto discografico con la Geffen Records nel gennaio 2021, con l'intento di pubblicare un EP nel primo semestre dell'anno. Più avanti la cantante ha spiegato, in un'intervista a Nylon, che il suo progetto di debutto era stato convertito in un album e che esso avrebbe incluso una vasta gamma di generi e influenze musicali come il pop, il folk e il rock alternativo. Ha inoltre aggiunto che la stesura delle tracce era stata influenzata dal lavoro delle sue cantautrici preferite, tra cui Alanis Morissette, Taylor Swift e Kacey Musgraves.
Il 1º aprile 2021 ha annunciato sui propri canali social il preordine e la data di pubblicazione dell'album, temporaneamente intitolato *O*R. Il titolo ufficiale, assieme alla copertina e alla lista delle tracce, sono stati annunciati il successivo 13 aprile.

## Promozione
Il singolo apripista Drivers License è stato pubblicato l'8 gennaio 2021, dopo che la cantante ne aveva pubblicato alcune anteprime negli ultimi mesi del 2020. Il brano si rivela un successo mondiale, infrangendo il record per il brano non natalizio più riprodotto nell'arco di una giornata nella classifica globale di Spotify e debuttando al primo posto delle hit parade di diversi paesi come Australia, Regno Unito e Stati Uniti.
Il 1º aprile 2021 è stato reso disponibile il secondo estratto Deja Vu, accompagnato dal rispettivo videoclip. Anche esso riceve notevoli consensi, posizionandosi 3º posto nella Billboard Hot 100 in madrepatria. Una settimana prima della pubblicazione di Sour è stato messo in commercio il terzo singolo Good 4 U e il relativo video musicale, che ha debuttato al numero uno nella classifica statunitense.
Il 10 agosto 2021 Traitor è stato mandato in rotazione radiofonica nella contemporary hit radio statunitense come quarto singolo dell'album, mentre Brutal è divenuto il quinto estratto a partire dal 3 settembre successivo.
Nel corso della prima parte del 2022, la cantante ha intrapreso il Sour Tour nei teatri di Nord America ed Europa.

## Accoglienza
| Recensione           | Giudizio |
| -------------------- | -------- |
| AllMusic             |          |
| Clash                | 8/10     |
| DIY                  |          |
| Entertainment Weekly | A–       |
| Exclaim!             | 8/10     |
| NME                  |          |
| Pitchfork            | 7/10     |
| PopMatters           | 7/10     |
| Rolling Stone        |          |
| Slant Magazine       |          |
| The A.V. Club        | C        |
| The Daily Telegraph  |          |
| The Guardian         |          |
| The Independent      |          |
| The Line of Best Fit | 8/10     |

Sour ha ottenuto recensioni generalmente positive da parte dei critici musicali. Su Metacritic, sito che assegna un punteggio normalizzato su 100 in base a critiche selezionate, l'album ha ottenuto un punteggio medio di 83 basato su venti recensioni.

## Tracce
Testi e musiche di Olivia Rodrigo e Daniel Nigro, eccetto dove indicato.
1. Brutal – 2:23
2. Traitor – 3:49
3. Drivers License – 4:02
4. 1 Step Forward, 3 Steps Back – 2:43 (Olivia Rodrigo, Taylor Swift, Jack Antonoff)
5. Deja Vu – 3:35 (Olivia Rodrigo, Daniel Nigro, Anne Erin Clark, Taylor Swift, Jack Antonoff)
6. Good 4 U – 2:58 (Olivia Rodrigo, Daniel Nigro, Hayley Williams, Josh Farro)
7. Enough for You – 3:22 (Olivia Rodrigo)
8. Happier – 2:55 (Olivia Rodrigo)
9. Jealousy, Jealousy – 2:53 (Olivia Rodrigo, Daniel Nigro, Casey Smith)
10. Favorite Crime – 2:32
11. Hope Ur OK – 3:29

Note
- 1 Step Forward, 3 Steps Back contiene interpolazioni tratte da New Year's Day di Taylor Swift.[54]
- Deja Vu contiene interpolazioni tratte da Cruel Summer di Taylor Swift.[55]
- Good 4 U contiene interpolazioni tratte da Misery Business dei Paramore.[56]

## Formazione
Hanno partecipato alle registrazioni, secondo le note di copertina:
Musicisti
- Olivia Rodrigo – voce e cori, pianoforte (traccia 4), arrangiamento vocale (traccia 10)
- Daniel Nigro – chitarra elettrica (tracce 1, 2, 5 e 6), chitarra acustica (tracce 1, 2, 5-7 e 10), programmazione batteria (tracce 1-3, 5, 6, 8, 9 e 11), sintetizzatore (tracce 1, 3, 6, 8 e 9), cori (eccetto tracce 4, 7 e 10), pianoforte (tracce 2, 3, 8, 9), Juno 60 (tracce 2, 5, 7 e 10), B3 Organ (traccia 2), basso (tracce 3-10), percussioni (tracce 3 e 5), organo (tracce 4 e 11), Wurlitzer (traccia 5), chitarra (tracce 8 e 9), arrangiamento vocale (traccia 10)
- Erick Serna – basso, chitarra elettrica (traccia 1)
- Ryan Linvill – Wurlitzer e programmazione batteria aggiuntiva (traccia 1), programmazione batteria e sintetizzatore (traccia 2), basso (tracce 2 e 11), flauto (traccia 5), sassofono (tracce 5 e 10), programmazione aggiuntiva (traccia 8), chitarra acustica (traccia 11)
- Paul Cartwright – violino, viola (tracce 1 e 8)
- Jam City – organo e chitarra (traccia 5), sintetizzatore e programmazione batteria (traccia 9)
- Alexander 23 – chitarra elettrica, basso, programmazione batteria, cori (traccia 6)
- Kathleen – cori (traccia 8), arrangiamento vocale (traccia 10)
- Sam Stewart – chitarra (traccia 11)

Produzione
- Daniel Nigro – produzione, registrazione, missaggio (traccia 11)
- Olivia Rodrigo – co-produzione (tracce 4 e 7)
- Dan Viafore – ingegneria del suono (eccetto tracce 1, 2, 6 e 7)
- Sterling Laws – registrazione batteria (tracce 5 e 9)
- Alexander 23 – co-produzione (traccia 6)
- Ryan Linvill – ingegneria del suono (tracce 6 e 7)
- Jam City – produzione aggiuntiva (traccia 9)
- Mitch McCarthy – missaggio (eccetto traccia 11)
- Randy Merrill – mastering

## Successo commerciale
Secondo l'International Federation of the Phonographic Industry Sour è stato il 2º album più venduto in termini di unità e il 4º più acquistato in vinile a livello globale del 2021.
Il disco ha esordito al primo posto della Billboard 200 in madrepatria con un totale di 295 000 unità equivalenti, segnando il più grande debutto del 2021 nella classifica fino ad allora, sorpassando Fearless (Taylor's Version) di Taylor Swift; è inoltre divenuto l'album di debutto con il maggior numero di unità accumulate durante la prima settimana, battendo Invasion of Privacy di Cardi B del 2018. Durante i suoi primi sette giorni di conteggio ha registrato una vendita complessiva di 72 000 copie, ponendosi in testa agli album più consumati della settimana, mentre ha ottenuto 218 000 stream-equivalent units risultanti da 300,73 milioni di riproduzioni in streaming dei brani, segnando il secondo miglior ingresso di sempre per un album femminile, dietro Thank U, Next di Ariana Grande del 2019, e per un album non R&B/hip hop. Ha infine accumulato 4 000 track-equivalent units risultanti di 40 000 vendite digitali delle singole tracce. La settimana successiva è stato spodestato da Evermore di Taylor Swift, diminuendo le sue unità del 37% a 186 000. Nella sua quinta settimana di permanenza è tornato in vetta grazie ad altre 105 000 unità, divenendo il secondo album dell'anno a vendere più di 100 000 unità in ciascuna delle prime cinque settimane. Ha trascorso infine una terza e quarta settimana in tale posizione, aggiungendo 88 000 e 83 000 unità al suo totale e costituendo il primo album di debutto femminile a svettare per almeno quattro settimane da I Dreamed a Dream di Susan Boyle. Medesima situazione in Canada, dove l'album ha fatto il suo ingresso al vertice della Canadian Albums dopo essere risultato anche qui il più venduto in termini di copie fisiche e il più riprodotto sulle piattaforme di streaming. In quest'ultimo territorio, grazie a 148 000 unità, è stato il 3º disco di maggior successo nella prima metà del 2021.
L'album ha debuttato al vertice della Official Albums Chart britannica con un totale di 50 942 unità di vendita: di queste 17 397 sono derivanti dalla distribuzione delle copie fisiche, mentre 30 945 sono risultanti di 45,7 milioni di riproduzioni in streaming delle tracce. Inoltre, con Good 4 U al primo posto, Rodrigo è divenuta la più giovane artista ad ottenere contemporaneamente un album e un singolo al numero uno da Rihanna che raggiunse questo traguardo nel 2007. Nella settimana successiva ha mantenuto il primo posto grazie ad altre 32 844 unità distribuite, divenendo il primo album a trascorrere due settimane consecutive in vetta da Folklore di Taylor Swift. In seguito è tornato al primo posto per altre due settimane non consecutive, nelle quali ha accumulato rispettivamente 20 249 e 18 044 unità, diventando il primo disco a trascorrere quattro settimane in cima alla classifica da Future Nostalgia di Dua Lipa. Anche nella classifica irlandese Sour è entrato direttamente in prima posizione, conseguendo il miglior debutto dell'anno e il maggior numero di riproduzioni streaming accumulate durante la prima settimana per un album di debutto, superando When We All Fall Asleep, Where Do We Go? di Billie Eilish. Nella seconda settimana è rimasto in cima, vendendo più degli altri nove album presenti nella top ten combinati. Ha quindi mantenuto tale piazzamento per sette settimane consecutive, diventando il primo album di una donna a riuscirci da 21 di Adele. Dopo essere stato spodestato dagli Inhaler, è tornato in vetta per un'ottava settimana, accumulando infine sedici settimane totali all'apice della graduatoria in modo non consecutivo.

## Classifiche

### Classifiche settimanali
| Classifica (2021-22) | Posizione massima |
| -------------------- | ----------------- |
| Argentina            | 1                 |
| Australia            | 1                 |
| Austria              | 1                 |
| Belgio (Fiandre)     | 2                 |
| Belgio (Vallonia)    | 2                 |
| Canada               | 1                 |
| Croazia              | 8                 |
| Danimarca            | 1                 |
| Finlandia            | 2                 |
| Francia              | 8                 |
| Germania             | 7                 |
| Giappone             | 17                |
| Grecia               | 3                 |
| Irlanda              | 1                 |
| Islanda              | 1                 |
| Italia               | 10                |
| Lituania             | 3                 |
| Norvegia             | 1                 |
| Nuova Zelanda        | 1                 |
| Paesi Bassi          | 1                 |
| Polonia              | 7                 |
| Portogallo           | 1                 |
| Regno Unito          | 1                 |
| Repubblica Ceca      | 1                 |
| Slovacchia           | 1                 |
| Spagna               | 1                 |
| Stati Uniti          | 1                 |
| Svezia               | 1                 |
| Svizzera             | 3                 |
| Ungheria             | 31                |

### Classifiche di fine anno
| Classifica (2021) | Posizione |
| ----------------- | --------- |
| Australia         | 1         |
| Austria           | 4         |
| Belgio (Fiandre)  | 3         |
| Belgio (Vallonia) | 34        |
| Canada            | 4         |
| Danimarca         | 5         |
| Finlandia         | 2         |
| Francia           | 57        |
| Germania          | 29        |
| Irlanda           | 1         |
| Islanda           | 3         |
| Italia            | 43        |
| Norvegia          | 1         |
| Nuova Zelanda     | 1         |
| Paesi Bassi       | 2         |
| Polonia           | 68        |
| Portogallo        | 7         |
| Regno Unito       | 4         |
| Slovacchia        | 9         |
| Spagna            | 7         |
| Stati Uniti       | 2         |
| Svezia            | 3         |
| Svizzera          | 13        |
| Classifica (2022) | Posizione |
| Australia         | 4         |
| Austria           | 5         |
| Belgio (Fiandre)  | 8         |
| Belgio (Vallonia) | 34        |
| Danimarca         | 16        |
| Finlandia         | 10        |
| Francia           | 83        |
| Germania          | 25        |
| Islanda           | 7         |
| Italia            | 82        |
| Lituania          | 8         |
| Norvegia          | 5         |
| Nuova Zelanda     | 4         |
| Paesi Bassi       | 6         |
| Polonia           | 33        |
| Regno Unito       | 5         |
| Spagna            | 13        |
| Svezia            | 14        |
| Svizzera          | 21        |
| Classifica (2023) | Posizione |
| Islanda           | 21        |
| Norvegia          | 22        |
| Portogallo        | 87        |
| Spagna            | 35        |
| Ungheria          | 68        |
| Classifica (2024) | Posizione |
| Polonia           | 37        |
| Portogallo        | 16        |
| Ungheria          | 52        |

### Classifiche di fine secolo
| Classifica (2000-2024) | Posizione |
| ---------------------- | --------- |
| Stati Uniti            | 20        |

## Date di pubblicazione
| Paese     | Data di pubblicazione | Formato                              | Edizione | Etichetta discografica | Note            |
| --------- | --------------------- | ------------------------------------ | -------- | ---------------------- | --------------- |
| Mondo     | 21 maggio 2021        | CD, MC, download digitale, streaming | Standard | Geffen                 | [ 141 ] [ 142 ] |
| Australia | 21 maggio 2021        | CD                                   | Standard | Geffen                 | [ 143 ]         |
| Australia | 21 maggio 2021        | CD                                   | Deluxe   | Geffen                 | [ 144 ]         |
| Giappone  | 2 giugno 2021         | CD                                   | Deluxe   | Universal Japan        | [ 145 ]         |
| Giappone  | 2 giugno 2021         | CD                                   | Standard | Universal Japan        | [ 146 ]         |
| Mondo     | 20 agosto 2021        | LP                                   | Standard | Geffen                 | [ 147 ]         |
| Australia | 20 agosto 2021        | LP                                   | Standard | Geffen                 | [ 148 ]         |
| Australia | 28 agosto 2021        | LP (JB Hi-Fi edition)                | Standard | Geffen                 | [ 149 ]         |